# Nossa Senhora do Perpétuo Socorro (Santa Maria)
Nossa Senhora do Perpétuo Socorro é um bairro do distrito da sede, no município gaúcho de Santa Maria, Brasil. Localiza-se na região norte da cidade.
O bairro Nossa Senhora do Perpétuo Socorro possui uma área de 4,6943 km² que equivale a 3,85% do distrito da Sede que é de 121,84 km² e  0,2620% do município de Santa Maria que é de 1791,65 km².

## História
O bairro já existia em divisão oficial de 1986. A partir de 2006, quando houve mudanças na divisão em bairros da Sede, o bairro perde a unidade residencial Balneário das Pedras Brancas para o vizinho Chácara das Flores, e em contrapartida, expande sua área em direção aos morros que até então eram designadas como área sem-bairro do distrito da Sede. Neste bairro está localizado o  Riograndense Futebol Clube .

## Limites
Limita-se com os bairros: Campestre do Menino Deus, Carolina, Centro, Chácara das Flores, Itararé, Nossa Senhora do Rosário, Salgado Filho, Santo Antão.
Descrição dos limites do bairro: A delimitação inicia no ponto de coordenada UTM E=2272 e N=671575, junto ao leito do Arroio Wolf, segue-se a partir daí pela seguinte delimitação: leito do Arroio Wolf, no sentido a montante, até a sua nascente; linha seca, em sentido nordeste, por aproximadamente 500 metros, até encontrar a nascente de um afluente da margem direita do Arroio Vacacaí-Mirim; por este afluente do Rio Vacacaí-Mirim, à jusante; eixo da linha férrea Santa Maria - Itaara, no sentido sul; eixo da Rua Possadas, até encontrar o extremo-oeste; linha reta que liga o ponto extremo desta Rua, até alcançar o extremo-oeste do eixo da Avenida Perimetral; linha reta no sentido sul, que liga com o ponto de deflexão da Rua Fernando Neumayer; pelo eixo desta, no sentido leste; eixo da Rua Luiz Mallo, até atingir o extremo-leste do eixo da Rua Borges do Canto; eixo de um corredor sem denominação que liga este ponto com o eixo da Avenida Assis Brasil; eixo da Avenida Assis Brasil, sentido sudoeste; eixo da linha férrea Santa Maria/Uruguaiana, no sentido oeste, contornando para noroeste; eixo da Rua Castro Alves, no sentido leste; eixo da Rua Reverendo Adolfo Ungaretti, no sentido norte; sanga afluente do Arroio Wolf, no sentido a montante; divisa oeste da Vila do Carmo e sua projeção, no sentido norte, até alcançar outra sanga, afluente do Arroio Wolf; por esta sanga, no sentido a jusante, até alcançar a divisa leste do Loteamento Balneário das Pedras Brancas; divisa leste deste Balneário, no sentido norte; divisa norte deste Balneário, até o ponto de extremo oeste; linha de projeção que parte deste ponto, no sentido oeste, até alcançar o ponto de coordenada UTM E=2272 e N=671575, junto ao leito do Arroio Wolf, início desta demarcação.

## Unidades residenciais
O bairro Nossa Senhora do Perpétuo Socorro, pertencente ao distrito da Sede, é uma unidade de vizinhança que contém as seguintes unidades residenciais:
| # | Unidade residencial                    | Localização                       | Limites | Obs.       |
| - | -------------------------------------- | --------------------------------- | --- | ---------- |
| 1 | Perpétuo Socorro                       |                                   | Toda a área do perímetro do bairro Nossa Senhora do Perpétuo Socorro sem denominação específica |            |
| 2 | Vila do Carmo                          | 29° 39' 53.86" S 53° 48' 44.28" O | A unidade residencial urbana localizada ao norte da Rua Casemiro de Abreu e cujos lotes confrontam com as Ruas Casemiro de Abreu, Araribóia, Almirante Tamandaré, Tomé de Souza, Matias de Albuquerque, João Cechin, Princesa Isabel e Conde D’Eu.                                                          | [ Obs. 1 ] |
| 3 | Vila Getúlio Vargas                    | 29° 40' 29.69" S 53° 48' 49.29" O | A unidade residencial urbana localizada entre a Rua Mariazinha Domingues (a leste), Rua Fernandes Vieira (ao sul), Rua Gonçalves Dias (a oeste) e confronta ao norte com o Arroio Cadena e cuja rua principal denomina-se Ernesto Schlosser.                                                                | [ Obs. 2 ] |
| 4 | Vila Jane                              | 29° 40' 05.51" S 53° 48' 28.37" O | A unidade residencial urbana localizada ao norte da Rua Casemiro de Abreu e cujos lotes confrontam com esta e com as Ruas João Guilherme Rademacher, Raul Soveral e João Octacílio Kuhn. | [ Obs. 3 ] |
| 5 | Vila Neumayer                          | 29° 40' 22.62" S 53° 48' 20.62" O | A unidade residencial urbana que confronta ao sul com a Rua Marechal Deodoro e ao leste com a Rua Luiz Mallo e cujos lotes entestam com as Ruas Marechal Deodoro, General Câmara, Padre Júlio Sachet, Fernando Neumayer e Luiz Mallo.                                                                       | [ Obs. 4 ] |
| 6 | Vila Nossa Senhora do Perpétuo Socorro | 29° 40' 14.49" S 53° 48' 46.21" O | A unidade residencial urbana que confronta ao norte com a Rua Casemiro de Abreu; ao sul, com o Arroio Cadena; a leste, com a Rua Sete de Setembro e ao oeste com a Rua Anselmo Saldanha Zoch, Rua Castro Alves e Rev. Adolfo Ungaretti, excluindo as Vilas Chácara das Rosas, Getúlio Vargas e Vila Tietze. | [ Obs. 5 ] |
| 7 | Vila Tietze                            | 29° 40' 18.37" S 53° 48' 43.00" O | A unidade residencial urbana que confronta ao norte com propriedade do Riograndense Futebol Clube; ao sul, com a Rua Castro Alves; a leste, com a Rua Pedro Gauer e a oeste com a Rua João Lobo D’Avila. | [ Obs. 6 ] |

1. ↑  O acesso principal se dá pela Rua Casemiro de Abreu.
2. ↑  O acesso principal se dá pela Rua Fernandes Vieira.
3. ↑  O acesso principal se dá pela Rua Casemiro de Abreu.
4. ↑  O acesso principal se dá pela Rua Marechal Deodoro.
5. ↑  O principal acesso se dá pela Rua 7 de Setembro.
6. ↑  O acesso principal se dá pela Rua Castro Alves.

## Demografia

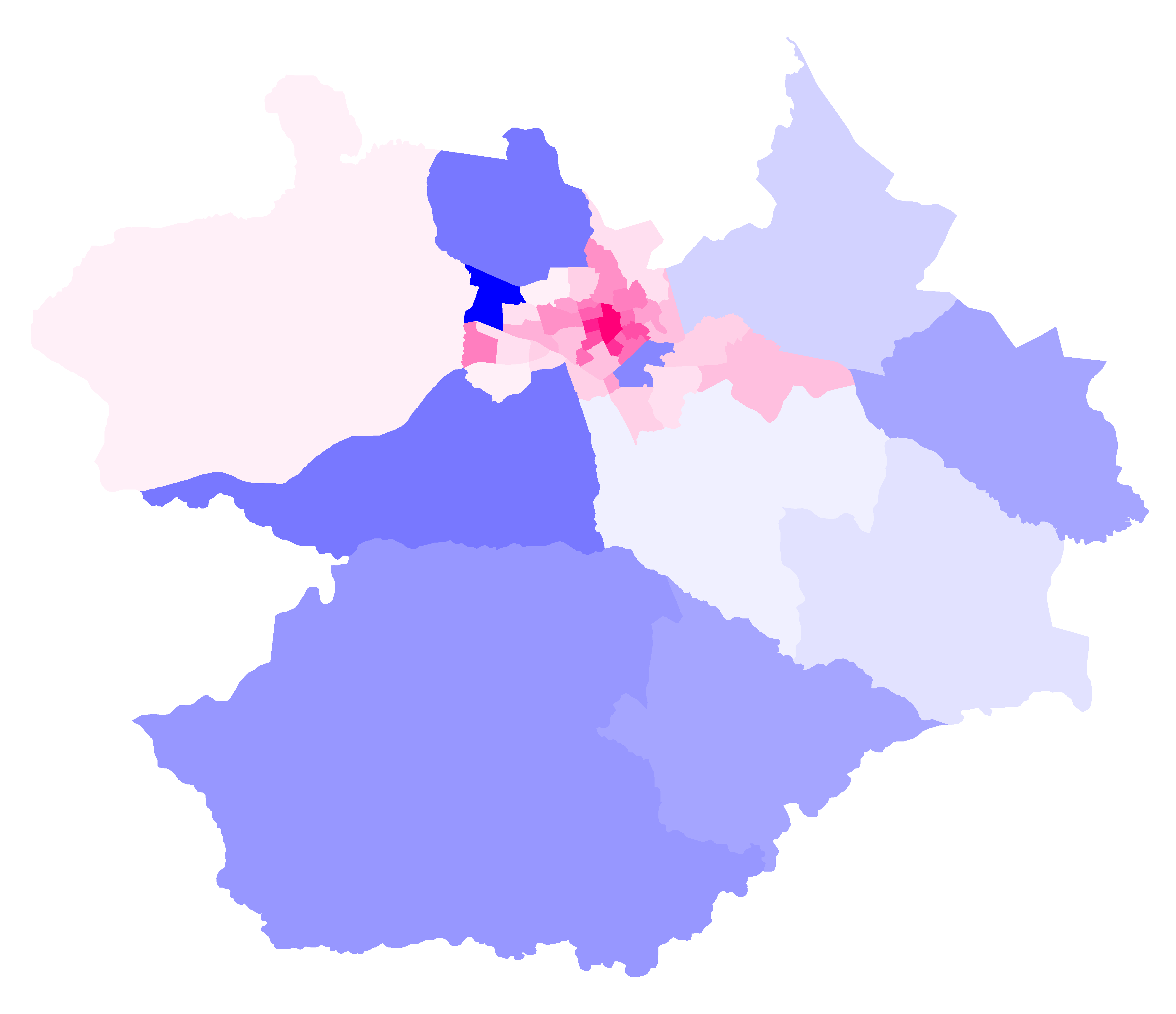
Mapa do município de Santa Maria com as divisões em bairros. Em escalas de azul os bairros com predominância masculina e em escalas de rosa os bairros com predominância feminina. Observa-se que quanto melhor a infraestrutura e o acesso a ela mais convidativo o bairro é para a população feminina. E, reciprocamente, podemos reconhecer os bairros com melhor infraestrutura observando onde a população feminina está concentrada.

Segundo o censo demográfico de 2010, Nossa Senhora do Perpétuo Socorro é, dentre os 50 bairros oficiais de Santa Maria:
- Um dos 41 bairros do distrito da Sede.
- O 17º bairro mais populoso.
- O 18º bairro em extensão territorial.
- O 28º bairro mais povoado (população/área).
- O 15º bairro em percentual de população na terceira idade (com 60 anos ou mais).
- O 32º bairro em percentual de população na idade adulta (entre 18 e 59 anos).
- O 31º bairro em percentual de população na menoridade (com menos de 18 anos).
- Um dos 39 bairros com predominância de população feminina.
- Um dos 30 bairros que não contabilizaram moradores com 100 anos ou mais.

Distribuição populacional do bairro
1. Total: 6151 (100%)
  1. Urbana: 6151 (100%)
  2. Rural: 0 (0%)
2. Homens: 2805 (45,6%)
  1. Urbana: 2805 (100%)
  2. Rural: 0 (0%)
3. Mulheres: 3346 (54,4%)
  1. Urbana: 3346 (100%)
  2. Rural: 0 (0%)

## Infraestrutura

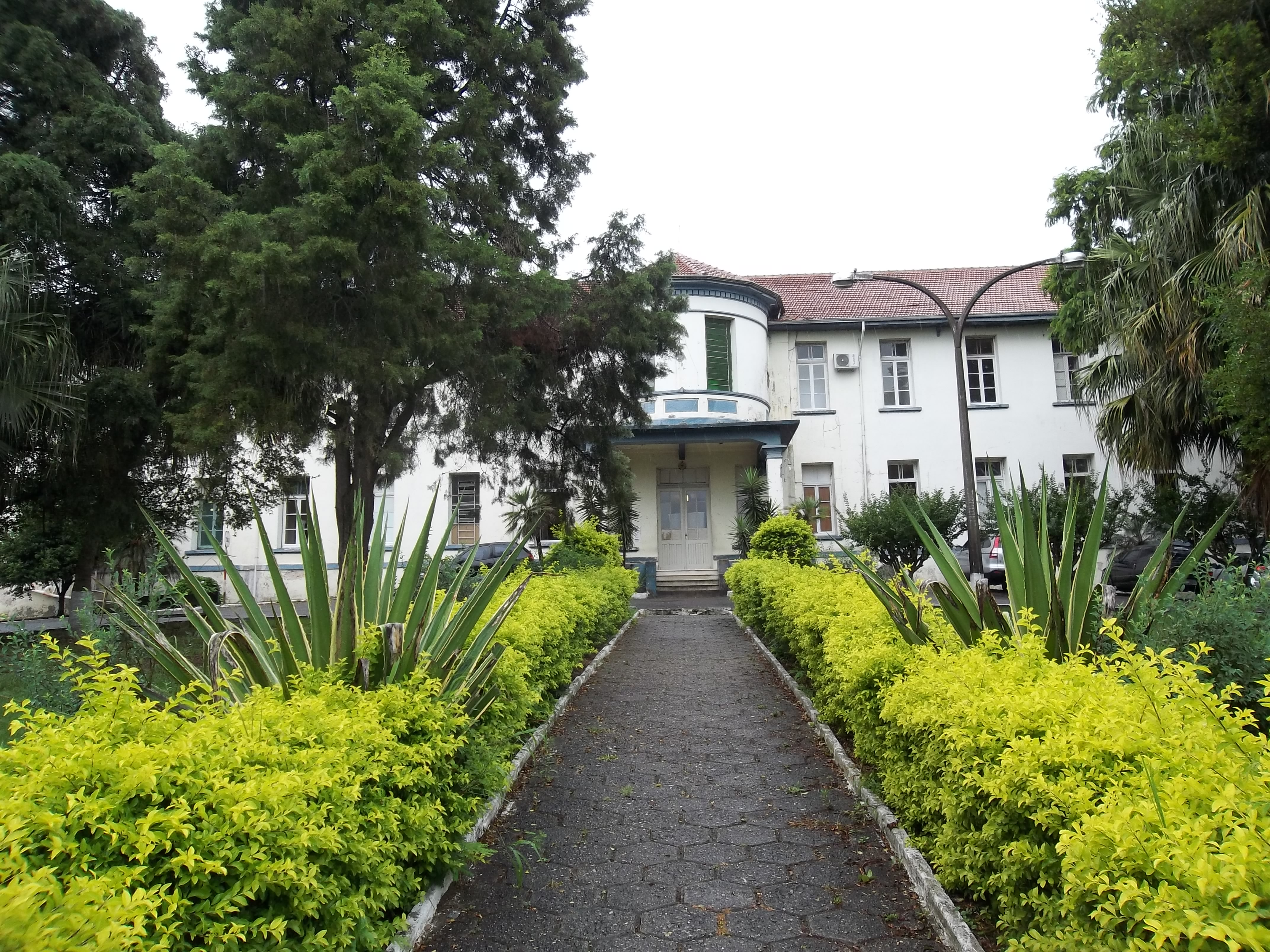
Casa de Saúde de Santa Maria, situada na rua Ary Domingues.

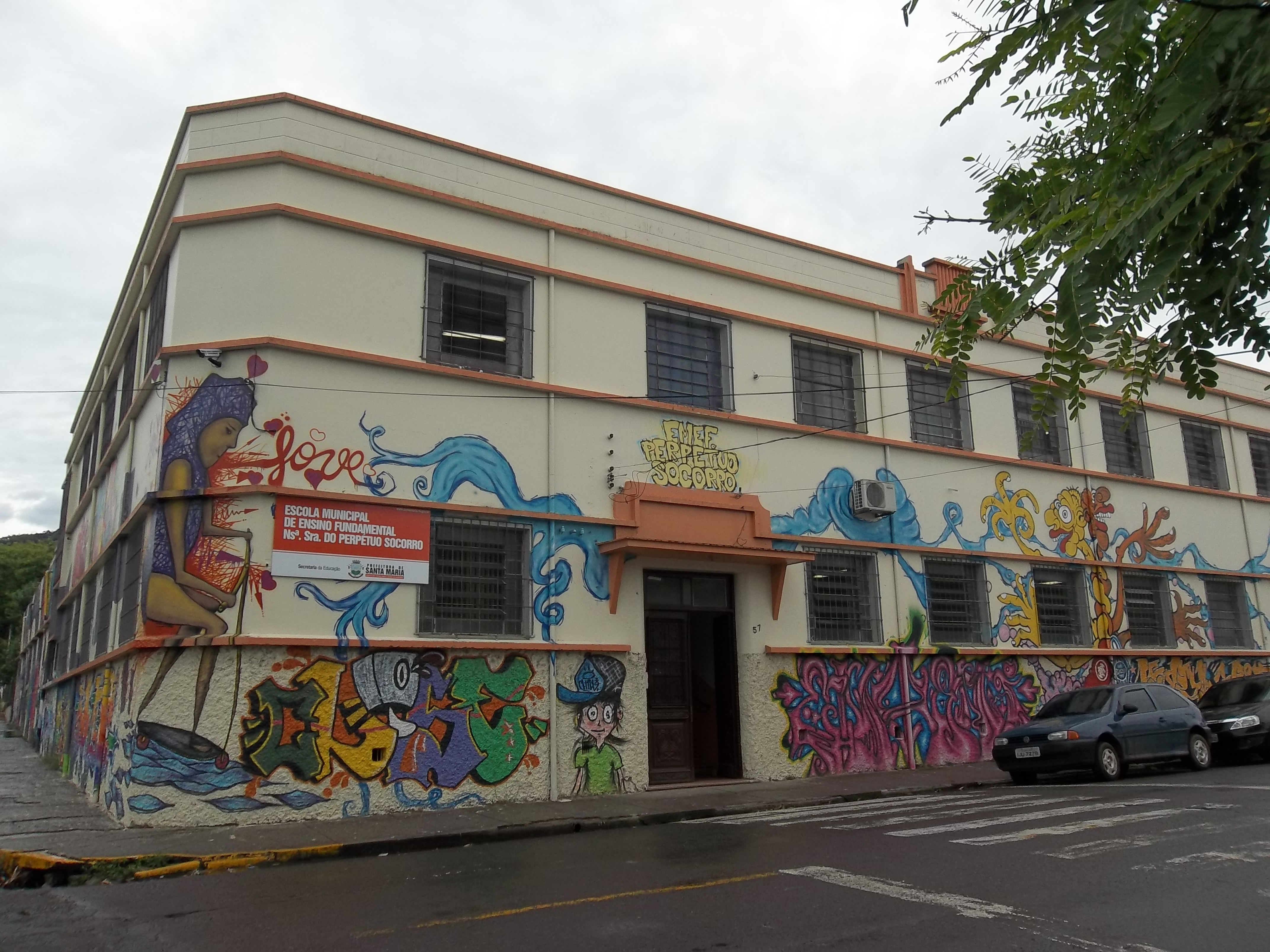
Escola Nossa Senhora do Perpétuo Socorro, com ensino fundamental.